# Ponteareas
Ponteareas (galiciska och officiellt namn, på spanska Puenteareas) är en ort och kommun. Den ligger i provinsen Pontevedra som tillhör den autonoma regionen Galicien i nordvästra Spanien (strax norr om gränsen till Portugal). Den ligger vid Río Tea, en biflod till Río Miño, 25 kilometer öster om Vigo och 54 kilometer söder om Pontevedra.

## Personer från Ponteareas
- Álvaro Pino (1956–) tävlingscyklist, vinnare av Vuelta a España 1986
- Delio Rodríguez (1915–1994) tävlingscyklist, vinnare av Vuelta a España 1945
- Emilio Rodríguez (1923–1984) tävlingscyklist, vinnare av Vuelta a España 1950